# 더 사인포스트

로고

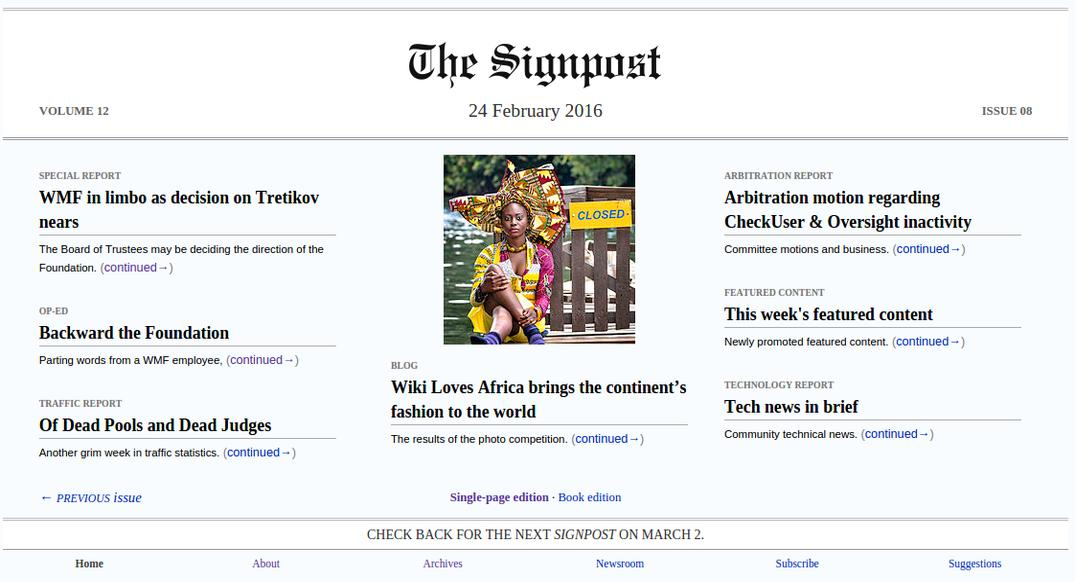

더 사인포스트(The Signpost, 구 명칭: The Wikipedia Signpost)는 위키미디어 운동의 온라인 신문이다. 자원 봉사 공동체에서 관리하며 위키미디어 편집자의 기여로 온라인에 게시된다. 신문의 범위에는 중재 위원회 판결, 위키미디어 재단 문제 및 기타 위키백과 관련 프로젝트를 포함하여 위키백과와 관련된 위키미디어 커뮤니티 및 이벤트가 포함된다. 2008년 2월 위키미디어 재단의 이사회에 임명될 때까지 기여자로 활동한 위키미디언 마이클 스노(Wikipedian Michael Snow)가 2005년 1월에 설립했다.
전 편집장 The ed17은 재임 기간인 2012년부터 2015년까지 출판물의 범위를 위키백과 및 해당 커뮤니티 외에도 더 광범위한 위키미디어 운동에 대해 보고하도록 확장했다고 언급했다. 2015년 6월에 유럽의 파노라마 자유법에 대한 변경 사항을 보고한 후 많은 간행물에서 더 자세한 정보를 얻기 위해 더 사인포스트를 참조했다.
더 사인포스트는 여러 저널에서 학문적 분석의 대상이었으며 로스앨러모스 국립 연구소 및 다트머스 대학교의 연구원들이 자문했다. 2008년 책 위키백과: 잃어버린 매뉴얼(Wikipedia: The Missing Manual)을 포함하여 여러 간행물에서 다루어졌으며 새로 들어온 야심찬 위키백과 편집자에게 필수적이라고 했다.

## 같이 보기
- 위키백과 혁명